# Nyctimystes purpureolatus
Espèce
Synonymes
- Litoria purpureolata Oliver, Richards, Tjaturadi & Iskandar, 2007

Statut de conservation UICN

 DD  : Données insuffisantes
Nyctimystes purpureolatus est une espèce d'amphibiens de la famille des Pelodryadidae.

## Répartition
Cette espèce est endémique de Nouvelle-Guinée. Elle se rencontre du centre la province de Papouasie en Indonésie à la province de Sandaun en Papouasie-Nouvelle-Guinée.

## Publication originale
- Oliver, Richards, Tjaturadi & Iskandar, 2007 : A new large green species of Litoria (Anura: Hylidae) from western New Guinea. Zootaxa, no 1519, p. 17-26.